# Liste der Stadtviertel von Lyon
Die Liste der Stadtviertel von Lyon gibt einen Überblick über die Stadtviertel (französisch Quartier) von Lyon, obwohl es in manchen Fällen schwierig ist, die genaue geografische Lage festzulegen. Merkmale: Historische Viertel; Viertel, die im Laufe der Zeit ihre Bedeutung verloren haben (z. B. Le Grand Trou); neue Viertel am Rande der Stadt, die sich gebildet haben, um die wachsende Stadtbevölkerung aufzunehmen.
Ein Arrondissement setzt sich aus einer Vielzahl von Stadtvierteln zusammensetzt, wobei ein Stadtviertel selten zu zwei Arrondissements gehört. Eine Ausnahme bildet z. B. das Viertel la Guillotière, das sich über das 3. Arrondissement und das 7. Arrondissement erstreckt.

## Stadtviertel auf der Presqu’île

### 1. Arrondissement

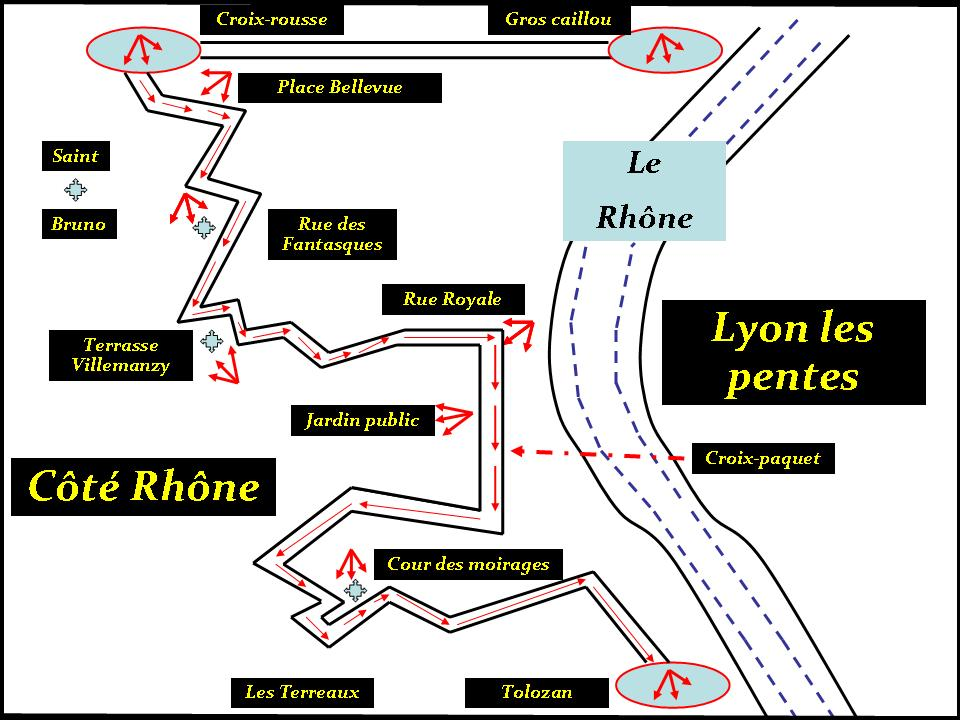
Der Osthang von La Croix-Rousse (Pentes de la Croix-Rousse)

La Croix-Rousse ist in zwei große Teilbereiche gegliedert:
- Die Hochebene von la Croix-Rousse bildet das 4. Arrondissement.
- Die Pentes de la Croix-Rousse bilden im Wesentlichen das 1. Arrondissement.
- Die Abhänge von La Croix-Rousse

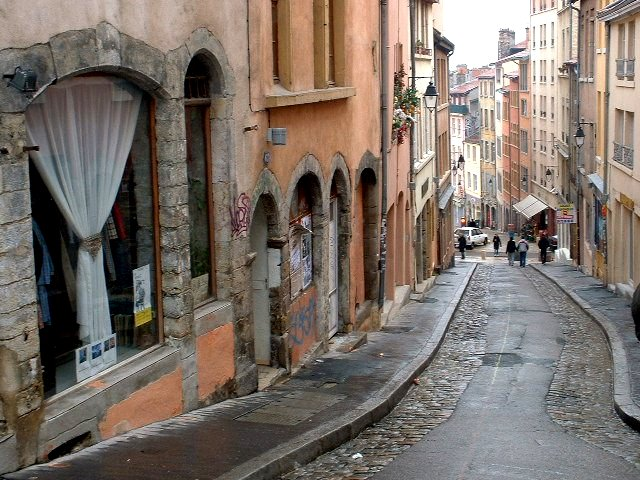
Montée de la Grande-Côte

Das Zentrum bildet die Montée de la Grande-Côte (Aufstieg des großen Abhangs), was fast vertikal vom Place des Terreaux zum Boulevard de la Croix-Rousse auf der Hochebene führt. Dies ist ein sehr steiler Aufstieg, den man mit kleinen Plätzen (wie dem Place Colbert) und Parkanlagen (Jardin des plantes, Jardin Croix-paquet) „Erholungsphasen“ erleichtern wollte. Die quer zur Rhône verlaufenden Straßen führen mit Gassen und Gässchen zur Saône, wie die Rue Leynaud, wo sich Albert Camus im Krieg verborgen hielt.

### 2. Arrondissement

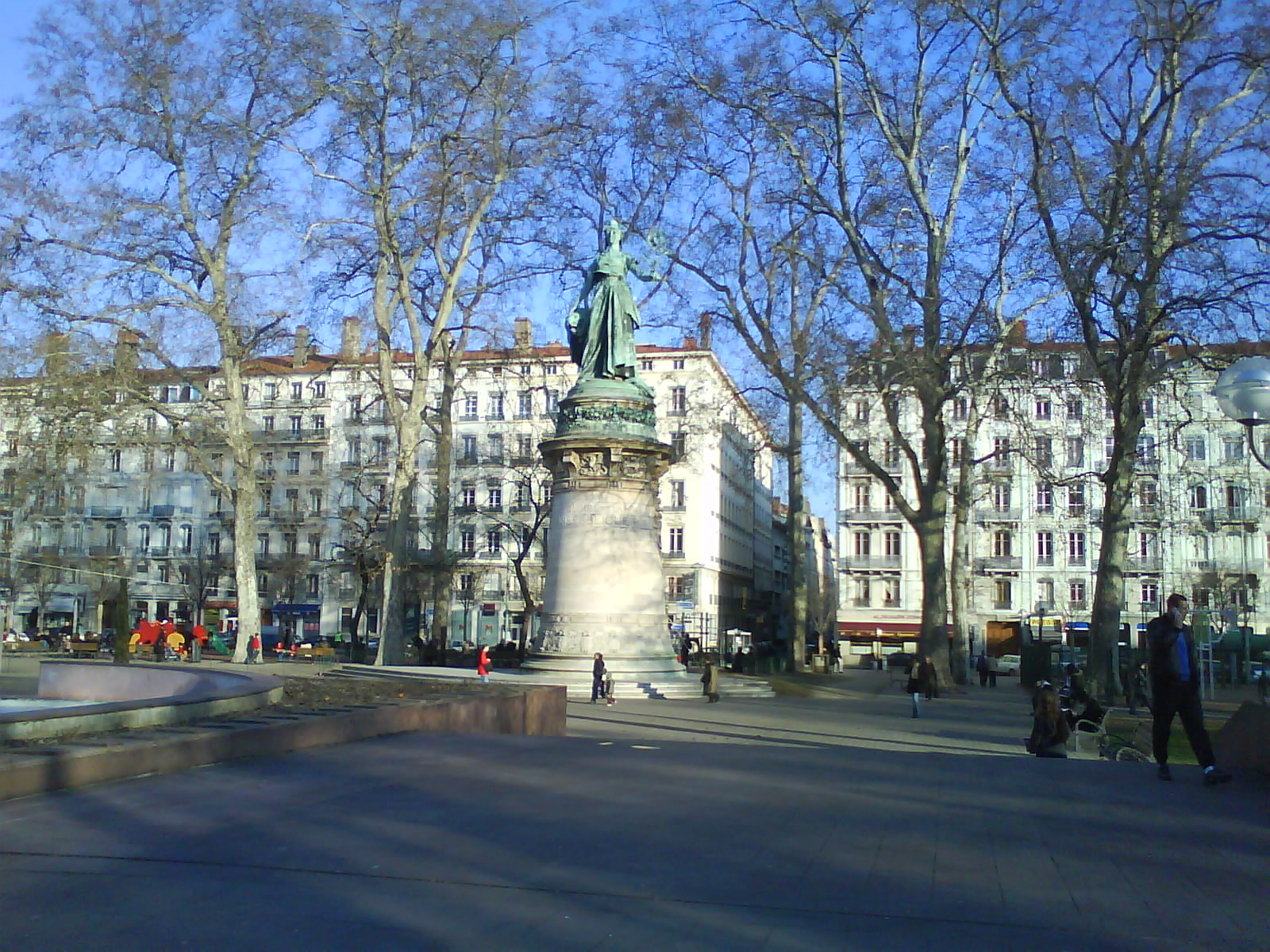
Place Carnot

Das 2. Arrondissement setzt sich aus drei zentralen Vierteln zusammen: Sainte-Blandine, Perrache und Bellecour. Sie decken auch den größten Teil der Presqu’île ab, und zwar den Teil, der zwischen Rhône und Saône verläuft vom Zusammenfluss La Mulatière bis zum Place des Terreaux.
- Das Viertel Sainte-Blandine bildet den nördlichen Teil des neuen Viertels La Confluence, das 2012 fertiggestellt wurde. Durch das Viertel führt der Cours Charlemagne. Es liegt um den Place Carnot.
- Das Viertel Perrache liegt am gleichnamigen Bahnhof, dem Place Carnot, dem Cours de Verdun und dem neuen Viertel La Confluence.
- Das Viertel Bellecour

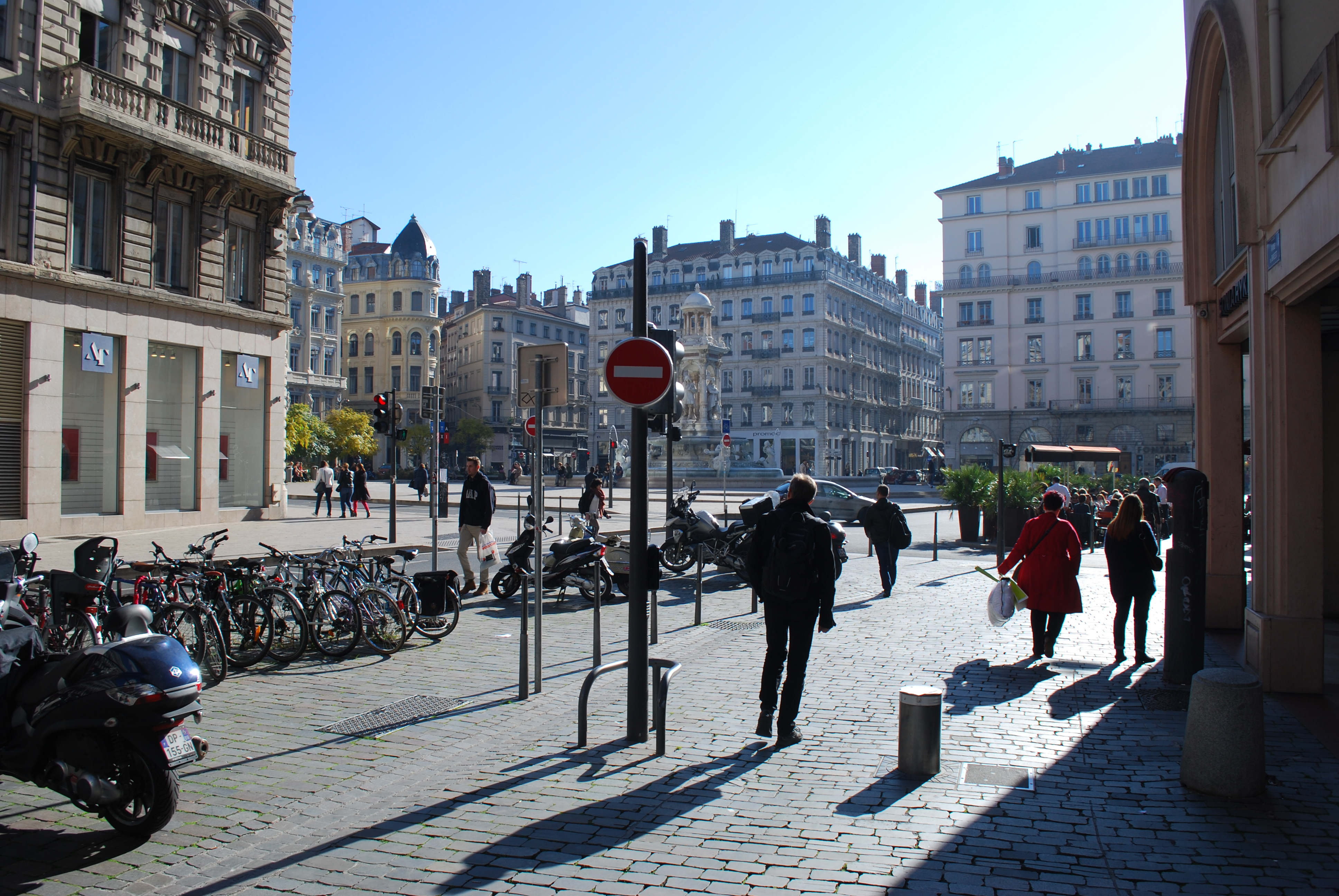
Blick auf den Platz Belecour

Der Place Bellecour ist mit seinen riesigen Ausmaßen seit dem 17. Jh. der Mittelpunkt der Stadt. Dies ist aber auch der Zeitpunkt, zu dem sich der Mittelpunkt der Stadt vom rechten Saône-Ufer (Quartier Saint-Jean) zum Zentrum der Halbinsel verlagert, nachdem dort die Ufer der Saône und der Rhône befestigt wurden, um die häufige Überschwemmung der Halbinsel zu verhindern.
Außer der Umgebung des Place Bellecour gibt es noch zwei weniger ausgedehnte Viertel: les Jacobins, benannt nach dem Place des Jacobins zwischen der Rue de la République, den Quais der Saône und Les Cordeliers im Norden, rund um den gleichnamigen Platz und den Quais der Rhône. Der Place des Cordeliers ist ein wichtiger Verkehrsknotenpunkt, der zum Rhoneufer, zu der Rue de la République und zum Palais de la Bourse führt. Hier steht auch die Église Saint-Bonaventure de Lyon (einziges erhaltene Bauwerk aus dem Mittelalter) und der ehemalige Grand Bazar, den man ganz in Glas rekonstruiert hat und der somit die Bauten in der Rue de la République widerspiegelt.
Zwischen den beiden Quartieren wird noch von dem Quartier Ainay (abgeleitet von der romanischen Basilika Basilique Saint-Martin d’Ainay) gesprochen. Als Hauptverkehrsader verbindet die Fußgängerstraße Victor Hugo hier den Place de Verdun (gegenüber dem Bahnhof Lyon-Perrache) mit dem Place Bellecour. Es ist ein sehr altes Viertel, in dem noch heute zahlreiche Gebäude mit religiösem Hintergrund oder ganz im Besitz der Kirche befindlich stehen; wie z. B. die katholische Universität (université catholique), die sich praktisch bis zum Place Bellecour ausdehnt.

### 4. Arrondissement
Das Viertel entspricht der Hochebene von La Croix-Rousse und wird durch fünf Teile gebildet:
- Das Zentrum mit dem Boulevard de la Croix-Rousse und den senkrecht dazu verlaufenden Straßen (darunter Grande rue de la Croix-Rousse), die sich bis nach Caluire führen.
- Der Place de la Croix-Rousse mit dem renovierten Teil, den man auch das Viertel Le Gros Caillou (Der große Granitblock gilt als Symbol von La Croix-Rousse.) nennt.
- Das Quartier Serin, nach dem Namen des Quais, der, unter verschiedenen Namen, vom Fort Saint-Jean zum ehemaligen Schwimmbad Lyon-Plage an der Grenze zu Caluire reicht.
- Die beiden Viertel am Friedhof und am Krankenhaus, die auch wieder an Caluire grenzen.

## Stadtviertel auf dem Saône-Ufer

### 5. Arrondissement
Das Arrondissement umfasst die historischen Viertel aus der Zeit von Lugdunum, dem römischen Namen von Lyon. Es war die Zeit von der Gründung in der Epoche von Julius Caesar bis zum Mittelalter.
- Es handelt sich hierbei um die ältesten Viertel, die sich entlang der Saône von Nord nach Süd entwickelten: Saint-Paul mit seinen mittelalterlichen Straßen (z. B. Rue Juiverie, Rue de Gadagne), Saint-Jean mit den Kirchen Kathedrale von Lyon und Saint-Georges.
- Die Viertel am Hügel zum Fourvière: das Viertel Fourvière mit der großartigen Basilika, die Viertel Antiquaille, Sarra, Saint-Just und der Hügel von Saint-Irénée mit dem Aquädukt und den römischen Theatern.
- Die neuen Viertel Le Point-du-Jour, Champvert (Hier führt die ehemalige N 7 auf der Av. Barthélemy Buyer von Ost nach West durch das Viertel.), Ménival, Battières und Étoile d’Alaï, das sich bis in die Vororte und in die Gemeinde Tassin-la-Demi-Lune erstreckt.
- Der Teil des Viertels, der am Saône-Quai Pierre Scize liegt, wird dann auch oft Viertel Pierre Scize genannt. Es erstreckt sich von der Veterinärschule an der Grenze zum 9. Arrondissement bis zum Viertel Saint-Paul.

### 9. Arrondissement

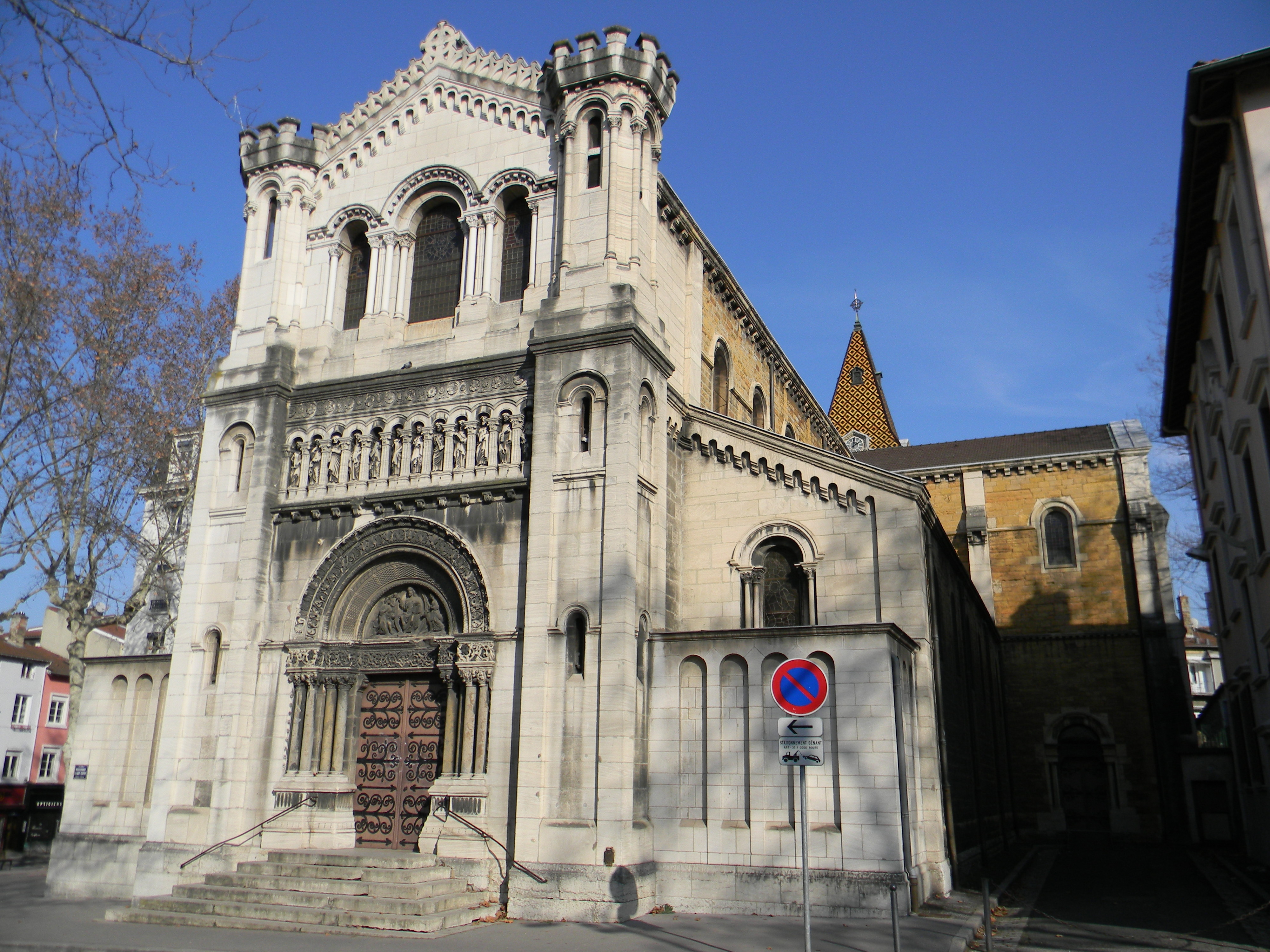
Vaise

Die Stadtteilentwicklung erfolgte auf der Grundlage des alten Viertels Vaise, ein Arbeiterviertel, in dem die große Fabrik Rhône-Poulenc stand, die allerdings heute verschwunden ist. Die Entwicklung nahm aber ihren Fortgang, als auf der Höhe von Vaise in den 60er Jahren eine große Siedlung mit Sozialwohnungen errichtet wurde; das wurde dann das Viertel La Duchère.
Im Süden von Vaise liegt das Viertel Gorge de Loup, das seinen Charakter als Industrieviertel heute verliert. An Stelle der ehemaligen Industriebrachen stehen heute Stadthäuser, Handelshäuser oder Wohnhäuser. Im Süden schließen sich die Wohngebäude von La Gravière an, die im Stadtteil Champvert liegen.
Das Arrondissement hat noch ein neues Stadtteil, Saint-Rambert, hervorgegangen aus der Gemeinde Saint-Rambert-l'Île-Barbe, die 1964 in Lyon eingemeindet wurde.

## Stadtviertel auf dem Rhône-Ufer

### 3. Arrondissement

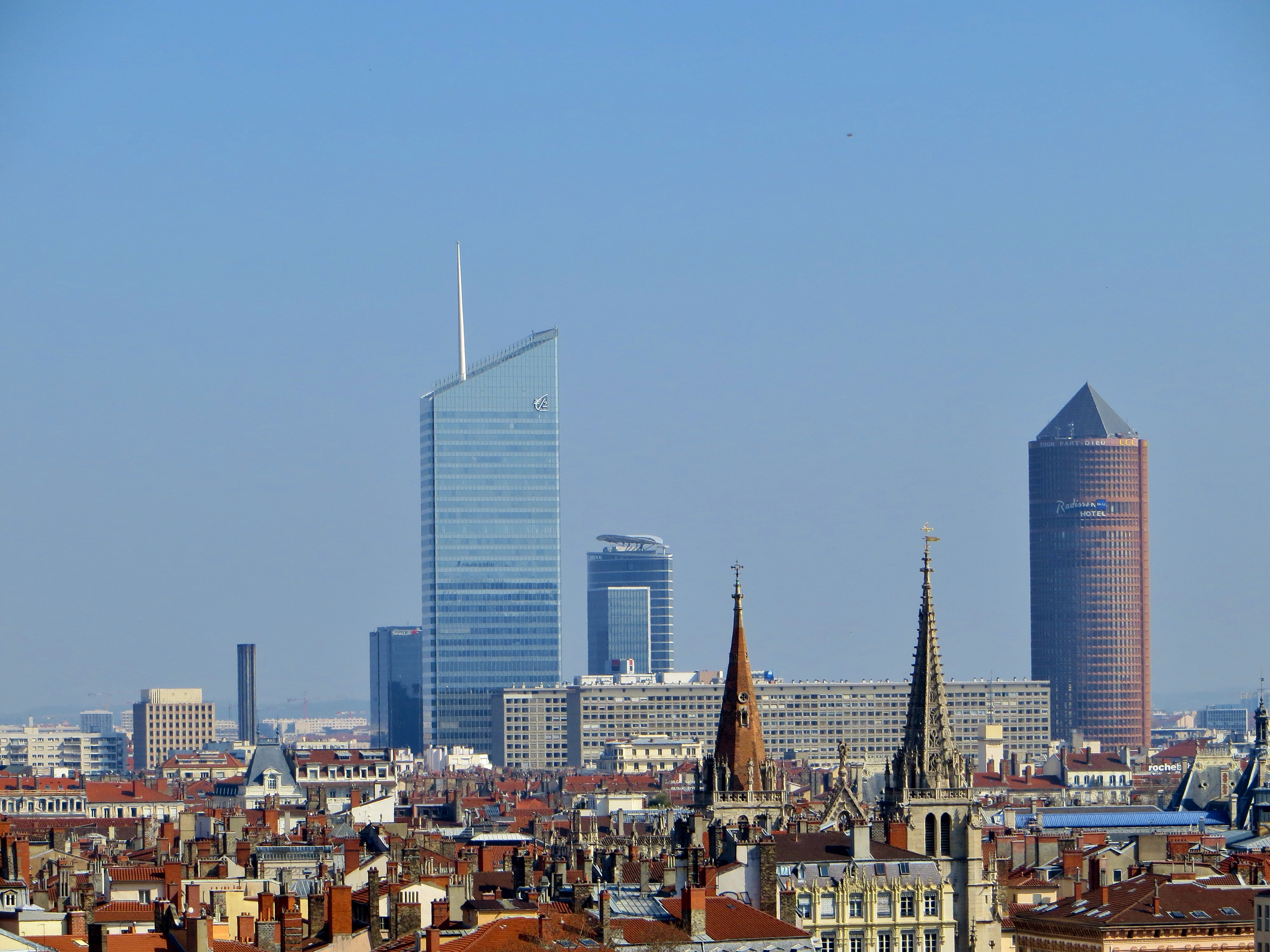
La Part-Dieu

- La Part-Dieu: dies ist das zweite Zentrum von Lyon rund um einen Verwaltungskomplex mit einem Einkaufszentrum. Es wurde auf einem ehemaligen Militärgelände errichtet und wird von markanten Türmen dominiert: Tour Part-Dieu, Tour Oxygène und Tour Incity.
- La Guillotière: Teile des Viertels liegen an den Ufern der Rhône: Quai Victor-Augagneur, Cours Lafayette, le Boulevard Vivier Merle und Cours Gambetta.
- Montchat: Es grenzt im Norden durch die Route de Genas an Villeurbanne, im Osten mit dem Boulevard Pinel und der Rue du Vinatier an Bron, im Süden mit der Avenue Lacassagne an den Stadtteil Grange Blanche, im Westen mit der Rue Feuillat an das Quartier Sans-Souci – Dauphiné.[2]
- Andere, kleinere Teile dieses Arrondissement haben zum Stadtteilnamen angenommen:
- Das Viertel rund um die Präfektur des Département Rhône wird oft als eigenes Viertel genannt: Préfecture. Es liegt auf den Ufern der Rhone, dem Stadtteil Moncey, La Part-Dieu und dem Cours Lafayette.
- Das Stadtviertel Moncey (benannt nach der Straße, die hier durchführt) liegt zwischen der Rhone, La Part-Dieu und La Guillotière. Es beginnt am Place Gabriel Péri (früher Place du Pont) und führt zur Avenue de Saxe.
- Das Stadtviertel Sans-Souci – Dauphiné bildet sich aus dem Wohngebiet Sans-Souci und demjenigen um die Rue Dauphiné. Im Norden grenzt es an die Avenue Félix Faure und an das Viertel La Villette, im Osten an die Rue Feuillat und das Viertel Montchat, im Süden an den Cours Albert Thomas und das Viertel Monplaisir und im Westen an die Eisenbahnlinie von part-Dieu und den Sektor von La Buire/Bir-Hakeim (Den Teil kann man auch als einen Ausläufer des Stadtteils Part-Dieu bezeichnen.).
- Das Stadtviertel Grange Blanche, in dem das Hôpital Édouard-Herriot liegt, schiebt sich zwischen das 3. und 8. Arrondissements. Es liegt um den Place d’Arsonval, an dem der Haupteingang zum Krankenhaus mit dem internationalen Centre Léon-Bérard zur Krebsforschung, einer Schule für Krankenpflege und einer Abteilung der Universität Lyon I.

### 6. Arrondissement
Das Stadtviertel Les Brotteaux entspricht fast zur Gänze dem Arrondissement. Im Westen und Norden wird es von der Rhone (Quais Serbie und Général Sarrail, Avenue de Bretagne und Quai Achille Lignon), im Osten von Villeurbanne und im Süden vom Cours Lafayette (Grenze zum 3. Arrondissement) begrenzt.
- Der ehemalige Bahnhof von Lyon-Brotteaux, ein großartiges Gebäude aus dem 19. Jh. am Place Jules Ferry, das heute als Kaufhaus genutzt wird.
- Der Parc de la Tête d’Or mit Rosengarten, See, Tiergarten, zahlreichen Gewächshäusern, bedeckt fast 1/4 der Fläche des Arrondissement. Er grenzt an das Lycée du Parc, eine der weiterführenden Schulen (französisch établissement scolaire d’enseignement secondaire), die zu den bekanntesten der Stadt gehört.
- Hinter dem Park, am Platz der Gebäude des Messegeländes (Foire de Lyon), liegt das Viertel Cité internationale, ein wirtschaftliches und kulturelles Zentrum, das über die Schnellstraße le quai Charles de Gaulle mit dem Zentrum verbunden ist.

Des Weiteren gibt es das Stadtviertel Bellecombe, dessen Name von der Rue Bellecombe und der Kirche Notre-Dame de Bellecombe stammt und damit das Arrondissement über den Gare des Brotteaux hinaus erweitert. Es handelt sich um ein Viertel, das von dem Cours Lafayette, der Bahnlinie und der Gemeinde Villeurbanne (Stadtviertel Charpennes und Cité Lafayette) eingeschlossen wird. Die Mehrzahl der Straßen führen hier von Lyon nach Villeurbanne, wobei sie nur die Namen ändern; damit ist es hier schwer festzustellen, in welcher der beiden Gemeinden man sich gerade befindet.

### 7. Arrondissement

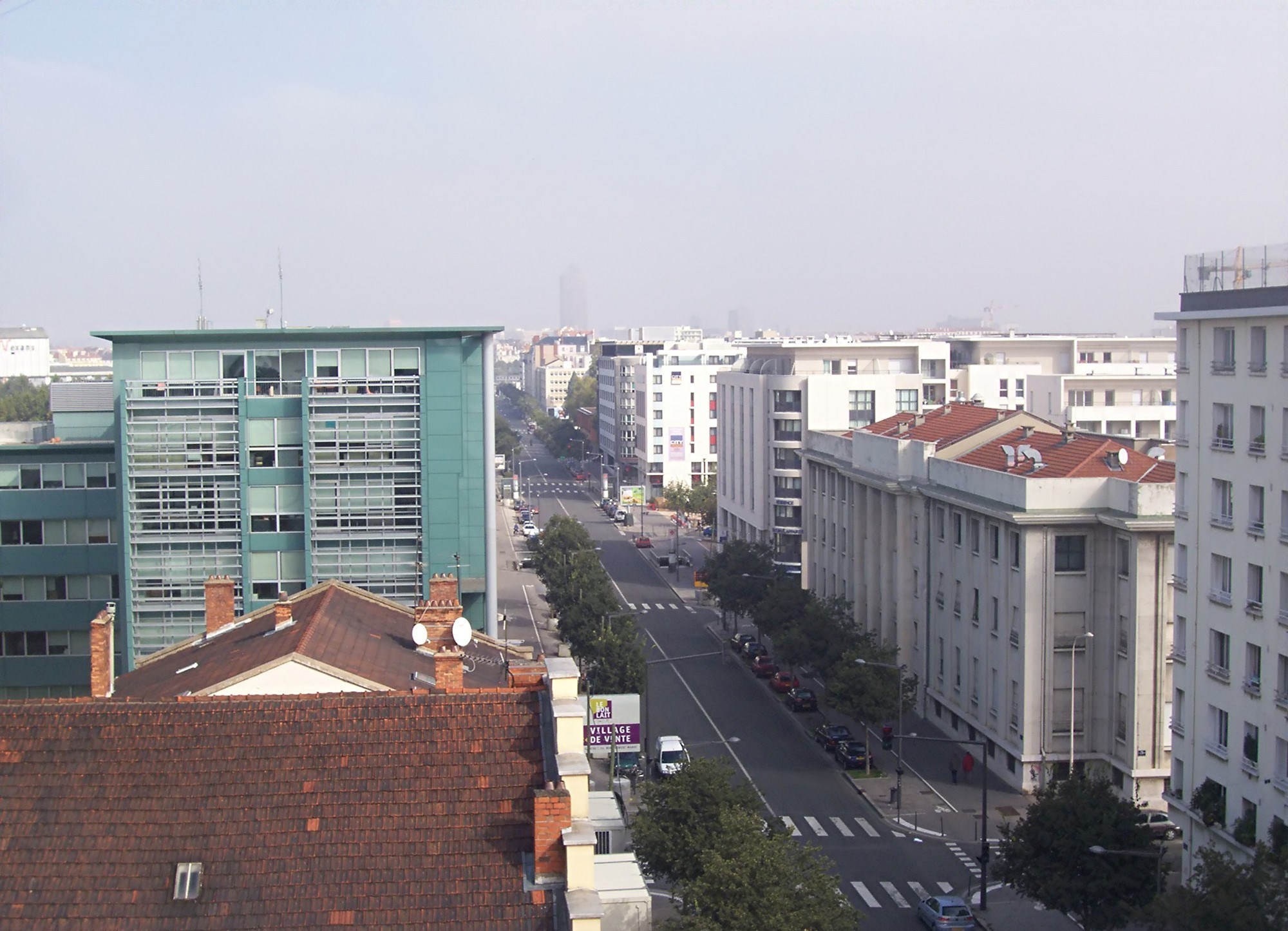
Gerland

Im 7. Arrondissement gibt es zwei wichtige Viertel: Gerland und La Guillotière; außerdem noch einige kleinere Viertel von geringerer Bedeutung.
- Das Stadtviertel Gerland ist vor allem wegen des Fußballstadions bekannt. Ein großes Gelände hinter dem Stadion und entlang dem Ufer der Rhone ist in jüngster Zeit zu einem Erholungszentrum umgestaltet worden: Der Park von Gerland. Diese Arbeiterviertel ist völlig umgestaltet worden, wobei nach und nach große Teile der Gebäudekomplexe verschwanden, wie der Park der Artillerie, das städtische Schlachthaus oder die Kaserne Général Frère. Seit einigen Jahren lassen sich hier neue Dienstleistungsbetriebe, wie die internationale Schule und pharmazeutische Industrien (Institut Mérieux, Institut Pasteur), nieder.
- La Guillotière war im 19. Jh. eine selbstständige Gemeinde am Rande von Lyon. Es ist eines der ältesten Stadtviertel, von dem noch ein kleiner Teil in das 3. Arrondissement reicht. Es liegt zwischen den großen Verkehrsachsen Cours Gambetta und Avenue Berthold, Boulevard des Tchécoslovaques, der es vom Stadtviertel Monplaisir und der Rhone (Quai Claude Bernard) trennt und wo sich auch die Lyoner Universitäten Lumière (Universität Lyon II) und Jean Moulin (Universität Lyon III) befinden.
- Andere Viertel, wie La Mouche, sind dieser Entwicklung gefolgt und verstädtern schnell, wobei sie ihre Eigenarten verlieren und sich in das Viertel Gerland integrieren. Im Süden des Viertels bleibt nur noch der Port Édouard-Herriot übrig.

### 8. Arrondissement

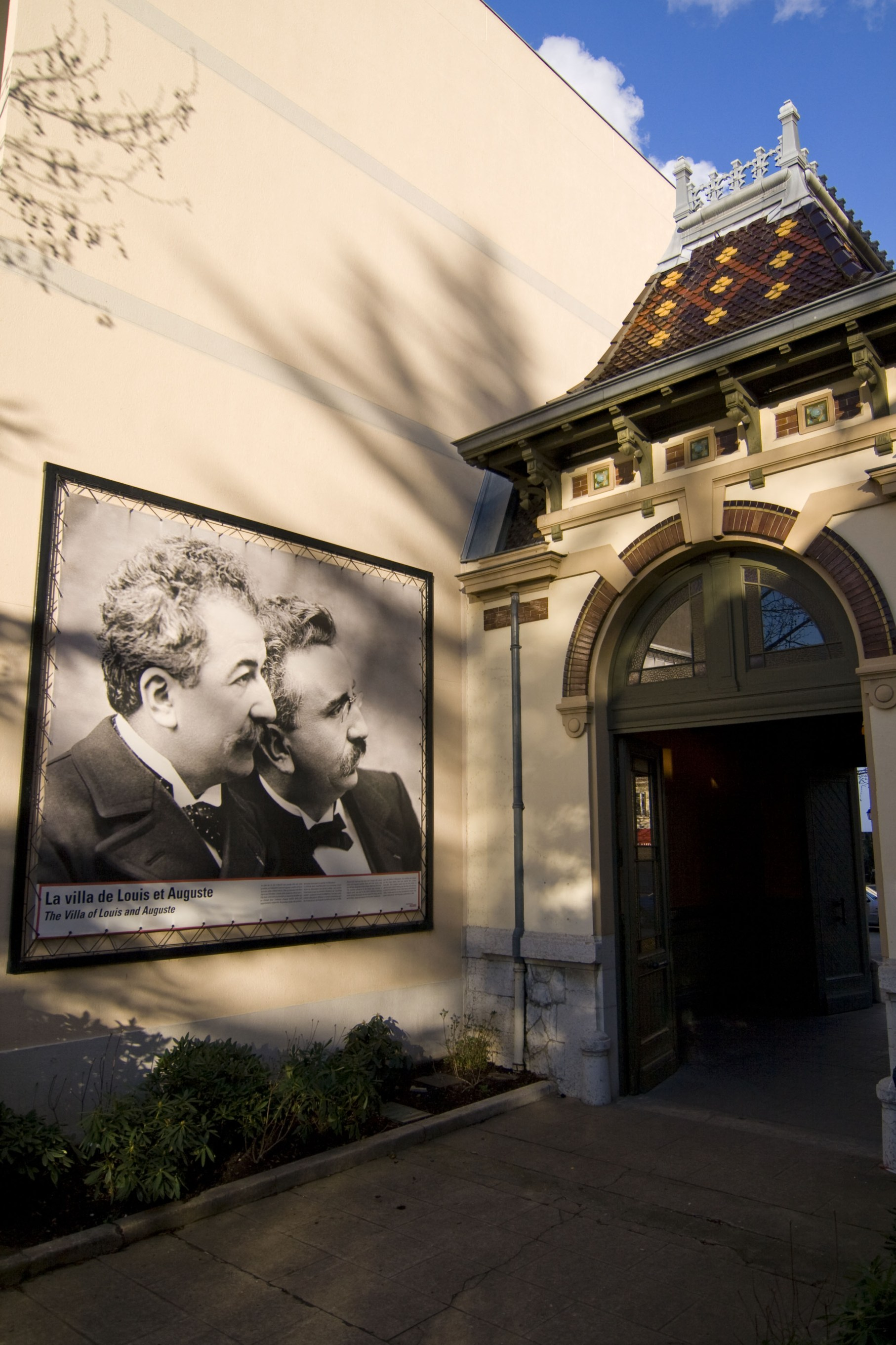
Institut Lumière

Die Entstehung des 8. Arrondissements beruht im Wesentlichen auf dem Zusammenschluss von Teilen des Viertels Monplaisir im 3. Arrondissement und dem Stadtviertel États-Unis.
- Der Stadtteil États-Unis ist als Projekt des Architekten Tony Garnier zwischen den Weltkriegen entstanden, wurde aber erst in den 50er Jahren zusammen mit der Nachkriegs-Urbanisierung fertiggestellt. Es ist also ein charakteristisches Beispiel der Urbanisierung der Mitte des 20. Jh. und dehnt sich bis in die Gemeinde Vénissieux aus.
- Das Stadtviertel Monplaisir liegt um den Place Ambroise Courtois (früher Place de Monplaisir), der sich zur rue du Premier Film hin öffnet. Wie der Name vermuten lässt, sind die ersten Filme der Brüder Lumière hier in der Fabrik ihres Namens entstanden. Außer diesem Straßennamen ist die Familie Lumière noch weiter in diesem Viertel vertreten: Avenue de Frères Lumière und die Rue Antoine Lumière.

Das Arrondissement wird von anderen, weniger bekannten Vierteln vervollständigt:
- Le Bachut und sein Wasserspiel an der Avenue Berthelot. Umfangreiche Bauarbeiten haben die Avenue Berthelot verlängert und die Kreuzung Route d'Heyrieux-Avenue Jean Mermoz hergerichtet, sowie ein großer Verwaltungs- und Kulturkomplex (Bürgermeisterei des 8. Arrondissements, Theater) errichtet.
- Grand Trou gruppiert sich um die Église Saint-Vincent de Paul und den Place Belleville.
- Moulin-à-vent dehnt sich zwischen dem 8. Arrondissement und der Gemeinde Vénissieux aus. Das Stadtviertel wird durch das Viertel Gerland (im Westen des 7. Arrondissements), dem Boulevard périphérique Laurent Bonnevay im Süden und dem Viertel Grand Trou im Norden begrenzt.
- Mermoz, benannt nach der gleichnamigen Avenue, die es durchzieht, ist ein Viertel, das am Stadtteil Le Bachut beginnt und bis zum Kaufhaus Galeries Lafayette auf dem Gebiet von Bron reicht und an den Parc de Parilly grenzt.
- Grange Blanche: vgl. 3. Arrondissement